# 澤田義和
澤田 義和（さわだ よしかず、1972年10月9日 - ）は、競輪選手。日本競輪選手会兵庫支部所属。ホームバンクは当初甲子園競輪場であったが、2002年3月に同場が廃止されたため、兵庫県立明石公園球技場兼自転車競技場に移った。日本競輪学校（当時。以下、競輪学校）第69期生。師匠は坂東利則。弟子は池野健太、東美月。

## 戦績
兵庫県立武庫工業高等学校在学中から自転車競技を始め、卒業と共に競輪学校へ入学する。主な同期に稲村成浩、横田努（齊藤努）、豊岡弘などがおり、特に稲村、横田との三人で「ハイタワーズ」と呼ばれた（3人とも身長が180cm台のため）。なお、競輪学校は在校成績21位で卒業。
1992年4月9日に一宮競輪場でデビュー戦を迎え6着。初勝利は4月11日の同場。1993年には競輪祭全日本新人王戦決勝戦で優勝し、同年度の最優秀新人賞を獲得している。
1997年のふるさとダービー（防府競輪場）決勝戦ではバックストレッチからの捲りを決め優勝し、2006年の西日本王座決定戦（奈良競輪場）決勝戦では市田佳寿浩の後位から直線抜け出し優勝している。
GIにおける決勝進出は一度もないが、GIIでは過去に4回決勝進出し、内3回優勝を収めている。
2014年6月から2020年6月までは地元の選手会支部長を務めた。
2019年3月20日、小田原競輪3日目第8レースで1着となり、通算500勝を達成。デビューから26年11カ月11日、S級が新設された1983年4月以降では30人目の達成であった。JKAの規程により6月9日、京都向日町競輪場にて通算500勝達成の表彰式が執り行われた。

## 主な獲得タイトル
- 1993年 - 競輪祭新人王（小倉競輪場）

## 競走スタイル
185cmという体格を生かして、デビュー当時より自力主体の競走を行ない、全盛期を過ぎてからも連対時決まり手の半数以上が逃げ・捲りとなっていたこともあった。現在は追込（マーク屋）である。